# Gheorghe Doja (okręg Marusza)
Gheorghe Doja (węg. Dózsa György) – wieś w Rumunii, w okręgu Marusza, w gminie Gheorghe Doja. W 2011 roku liczyła 543 mieszkańców.